# Korocsai járás

A Korocsai járás a Belgorodi területen

A Korocsai járás (oroszul Корочанский район) Oroszország egyik járása a Belgorodi területen. Székhelye Korocsa.

## Népesség
- 1989-ben 39 409 lakosa volt.
- 2002-ben 39 722 lakosa volt.
- 2010-ben 38 695 lakosa volt.